# Balance (metafísica)
En sentido metafísico o conceptual, balance se utiliza para significar un punto entre dos fuerzas opuestas que es deseable sobre puramente un estado u otro, como un equilibrio entre la Ley metafísica y el Caos - ley que por sí misma es demasiado controladora, el caos siendo demasiado inmanejable, el equilibrio es el punto que minimiza los negativos de ambos.
Más recientemente, el término "equilibrio" ha llegado a referirse a un equilibrio de poder entre varias fuerzas opuestas. Por lo general, a la falta de equilibrio (de poder) se la considera causante de agresión de las fuerzas más fuertes hacia las fuerzas más débiles, menos capaces de defenderse. En el mundo real, las fuerzas más fuertes no balanceadas tienden a presentarse como equilibradas, y el uso de controles de medios de restar importancia a este, así como evitar que las fuerzas más débiles  se reúnan para de alcanzar juntas un nuevo equilibrio de poder. En mundos construidos, como en los juegos de vídeo, donde casi todos los poderosos intereses corporativos se esfuerzan por mantener un equilibrio de poder entre los agentes, dichos agentes tienden a ser muy vocales sobre de lo que ven como mecánica  desequilibrada, proporcionando el desequilibrio que los les afecta negativamente. Y aunque estas actúen fuertes y desequilibradas (o "dominadas") habitualmente son vigorosos en la denegación de cualquier falta de equilibrio, la igualdad entre todos agentes traigan cambio rápidamente, para fomentar un sentido de equilibrio.

## Balance Filosófico
El balance ha sido un tema filosófico en occidente desde la armonía de las esferas del Pitagorismo, con Filolao como uno de sus máximos representantes al defender la armonía entre lo limitado y lo ilimitado. Aristóteles también habló del justo medio como balance, que tiene la virtud de estar entre el extremo y el escaso."Nada en exceso" es una de las tres frases talladas en el templo de Apolo en Delfos.
En la cultura china nace el balance de la mano del Taoísmo al atribuir al Tao el balance entre Yin y Yang, más adelante se trasladó al Budismo al contemplar el balance como camino medio o samatā, que afirma que el camino hacia el nirvana conduce entre la indulgencia sexual corporal, la auto-mortificación y el ascetismo. Las enseñanzas de Confucio contienen la doctrina similar del Zhōngyōng o doctrina de la medianía. En el Neoconfucianismo, Zhang Zai estudió la armonía entre shuniata y qì.

## Balance artístico
El siglo XX vio el desarrollo tanto de la ley y el caos en el arte (y el arte-música) hasta el punto de que el producto final se hizo ininteligible a un nivel instintivo/emocional. Muchos compositores vieron una u otra de estas controlando tendencias como superiores a otras. La verdad puede encontrarse en una aceptación fundamental de balance como la fuerza dominante en el arte. Con el tiempo, podemos incluso acabar aceptando el balance entre lo estructural y lo emocional como la esencia de la belleza.